# فرانکسل
فرانکسل (به فرانسوی: Franxault) یک کمون در فرانسه با جمعیت ۴۰۳ نفر است که در Canton of Saint-Jean-de-Losne واقع شده‌است.